# Bernard Plossu
Bernard Plossu (Da Lat, 26 febbraio 1945) è un fotografo francese.

## Biografia
Nato nella colonia dell'Indocina francese, la sua bisnonna era di Urbino. L'incontro con la fotografia avviene all'età di tredici anni nel corso di un viaggio con il padre nel deserto del Sahara. Successivamente a Parigi studia filosofia all’Università e termina gli studi all’American University di Città del Messico, mentre secondo un'altra fonte avrebbe rinunciato alla laurea per intraprendere il suo prossimo viaggio.
Nel 1966 prende parte come reporter ad una spedizione di un gruppo di etnologi inglesi nella giungla del Chiapas dove realizza molte fotografie in seguito edite nel volume Le voyage mexicain, 1979. La caratteristica peculiare di queste immagini è quella di essere "mosse", come se il fotografo raccogliesse le fotografie in continuo movimento: dagli autobus, dai treni, dalle camionette su strade sterrate. Plossu userà il "mosso" come cifra stilistica nella propria opera in tutta la sua carriera fotografica. Egli, infatti, sembra aver integrato quelli che normalmente venivano considerati "errori tecnici" nel linguaggio espressivo fotografico, usando peraltro macchine fotografiche economiche, condizioni di luce fioca, scarsa o comunque non congeniale, nonché scatti da veicoli in movimento, per moltiplicare le possibilità di apparenti difetti e/o elementi indesiderati. Nel caso di Plossu, ciò che viene considerato "errore" assume un’accezione diversa, trasformandosi nella capacità di cercare significati "altri", più interessanti rispetto a ciò che anche lo stesso fotografo cercava all'inizio. Ciò che può aver influenzato le sue scelte estetiche è rintracciabile nel cinema di Ingmar Bergman, Carl Theodor Dreyer, Sergei Eisenstein, Nicholas Ray, Luis Buñuel, come la predilezione del punto di vista, la "mania" per l’immagine sfocata o mossa. Plossu ha usato per le sue fotografie bianconero una fotocamera Nikkormat FT con una lente da 50 mm perché più vicina alla visione dell'occhio umano senza distorsioni.
A partire dal 1967, per i successivi dieci anni, viaggia molto come reporter per riviste come Réalités, Atlas ed altri: negli Stati Uniti, in India, in Africa, Niger, Marocco, Senegal e in Egitto. Nel 1977 si trasferisce a Taos, con la moglie Kathy Yount. Nel 1981, con Claude Nori, Denis Roche (1937-2015) e Jean-Claude Lemagny (1931-2023), crea la rivista Les Cahiers de la photographie. Gli eventi successivi: la separazione dalla moglie, l'espatrio dagli USA, lo inducono a tornare in Francia, dove tiene una retrospettiva nel 1988 al Musée National d'Art Moderne presso il Centro Georges Pompidou. Dal 1989 al 1992 ha vissuto ad Almería con la seconda moglie, Françoise Nun e i due figli. Dal 1992 si è trasferito nel sud della Francia a La Ciotat.
Plossu ha viaggiato in Italia da nord a sud, nelle città e nei borghi, nelle coste e nelle isole in ogni condizione atmosferica ma privilegiando il "brutto tempo" che secondo l’autore di Voyage vers l’Italie, 2004, equivale al bel tempo della fotografia, quella cioè di restituire la poesia del passato e del futuro, delle ombre e della "non luce", proprio nella poetica del surrealismo e della metafisica in cui l’artista trova una delle principali fonti d’ispirazione. Fotografo da sempre in bianconero, si considera un allievo della cosiddetta "tecnica di Fresson", inventata da Théodore-Henri Fresson, utilizzata da alcuni fotografi pittorialisti come Robert Demachy, Constant Puyo, Léonard Misonne ed altri, ma soprattutto messa a punto dal figlio Pierre. La stampa in quadricromia Fresson è un tipo di stampa che attribuisce ai risultati fotografici un’aura mistica, come di sospensione, e che ha reso celebri, ad esempio, gli scatti all’isola di Stromboli così come i paesaggi della Bretagna e molti altri.
Ciò che pare un elemento essenziale e carettistico nelle fotografie di Plossu è la solitudine, non intesa come abbandono, tristezza, disagio ma come profonda riflessione sul senso della vita umana e sulla necessità di trovare una sistemazione nel mondo, così come appare importante l'elemento del silenzio. Nelle sue immagini infatti, raramente troviamo piazze o vie affollate, città stracolme di persone, troviamo invece il vuoto: strade vuote, figure umane sullo sfondo di grandi spazi, superfici di muri, cielo e terra, figure isolate, frammenti, primi piani di volti molto spesso sfuocati o mossi, anch'essi empaticamente in sintonia col vuoto.

## Onorificenze
- Grand Prix national de la photographie

## Pubblicazioni
- Le Voyage mexicain, Éditions Contrejour, Biarritz, 1979
- Voyages vers l'Italie, 2004, Musée Gassendi, Marseille, 2005 - ISBN 284- 9950475
- Le voyage mexicain, Images En Manoeuvres, 2012 - ISBN 978-2849952290
- Le voyage mexicain, Éditions Contrejour (nuova edizione), 2023 - ISBN 979-10-90294-56-1
- Maroc 1975, Éditions Hors'champs, 2014 - ISBN 978-2-914164-40-5
- Roma 1979-2009, Postcard Edizioni in collaboraborazione con Filigranes Editions, 2019 - ISBN 978-8898391974
- Bernard Plossu, Album 1961-1986, Editions Marval, 2023 - ISBN 978-2862344775
- L'odyssée italienne, Textuel éditeur, 2024 - ISBN 978-2845979468